# かつて流通していたアメリカ合衆国の硬貨
かつて流通していたアメリカ合衆国の硬貨（かつてりゅうつうしていたアメリカがっしゅうこくのこうか）
アメリカ合衆国では、現在流通している1, 5, 10, 25, 50セントおよび1ドルの硬貨以外に、以下の硬貨が発行され流通していた。
- ハーフセント銅貨 (Half cent)
  - リバティキャップ（向かって左向きの顔）1793年
  - リバティキャップ（向かって右向きの顔）1794～1897年
  - ドレイプドバースト1800～1808年
  - クラシックヘッド1809～1836年
  - ブレイデッドヘッド1857年
- 2セント銅貨 (Two-cent piece)1864～1873年、1タイプ。
- 3セント銀貨、白銅貨 (Three-cent piece)
  - 銀貨（タイプ1）1851～1853年
  - 銀貨（タイプ2）1854～1858年
  - 銀貨（タイプ3）1859～1873年
  - 白銅貨1865～1889年、1タイプ。
- ハーフダイム銀貨（5セント） (Half dime)
  - フローイングヘア1794～1795年
  - ドレイプドバースト（スモールイーグル）1896～1897年
  - ドレイプドバースト（ヘラルディックイーグル）1800～1805年
  - リバティキャップ1829～1837年
  - シーテッドリバティ（ノースター）1837～1838年
  - シーテッドリバティ（星付き）1838～1840年
  - シーテッドリバティ（女神衣装変更）1840～1853年
  - シーテッドリバティ（量目変更年号に矢）1853～1855年
  - シーテッドリバティ（量目変更矢なし）1856～1859年
  - シーテッドリバティ（表に銘字、裏図案変更）1860～1873年
- 20セント銀貨 (Twenty-cent piece)1875～1878年、1タイプ。
- 1ドル金貨 (Gold dollar)
  - リバティヘッド1849～1854年
  - インディアンヘッド（小）1854～1856年
  - インディアンヘッド（大）1856～1889年
- 2.5ドル金貨（クオーターイーグル） (Quarter Eagle)
  - リバティキャップ1796～1807年
  - ターバンヘッド1808～1834年
  - リバティ（ターバンなし）1834～1839年
  - コロネットヘッド1840～1907年
  - インディアンヘッド1908～1929年
- 3ドル金貨 (Three-dollar piece)1854～1889年、1タイプ。
- 5ドル金貨（ハーフイーグル） (Half Eagle)
  - リバティキャップ（スモールイーグル）1795～1798年
  - リバティキャップ（ヘラルディックイーグル）1795～1807年
  - ターバンヘッド（キャップドバースト）1807～1812年
  - ターバンヘッド（キャップドヘッド）1813～1834年
  - リバティ（ターバンなし）1834～1838年
  - コロネットヘッド（モットーなし）1839～1866年
  - コロネットヘッド（モットーあり）1866～1908年
  - インディアンヘッド1908～1929年
- 10ドル金貨（イーグル） (Eagle)
  - リバティキャップ（スモールイーグル）1795～1797年
  - リバティキャップ（ヘラルディックイーグル）1797～1804年
  - コロネットヘッド（オールドスタイル、モットーなし）1838～1839年
  - コロネットヘッド（ニュースタイル、モットーなし）1839～1866年
  - コロネットヘッド（ニュースタイル、モットーあり）1866～1907年
  - インディアンヘッド（モットーなし）1907～1908年
  - インディアンヘッド（モットーあり）1908～1933年
- 20ドル金貨（ダブルイーグル） (Double Eagle)
  - コロネットヘッド（Twenty D　モットーなし）1849～1866年
  - コロネットヘッド（Twenty D　モットーあり）1866～1876年
  - コロネットヘッド（Twnnty Dollars）1877～1907年
  - セントゴードン（モットーなし）1907～1908年
  - セントゴードン（モットーあり）1908～1933年

この他にも4ドル（ステラ）の試作金貨や、50ドルの記念金貨（ハーフ・ユニオン）が鋳造された。なお、1セント硬貨にはラージセントと言われる大型の銅貨があり、1ドル硬貨も金貨の他に、モルガンやピース図案の銀貨（シルバーダラー）、それに貿易銀も鋳造された。

現在の地金型のイーグル金貨にも50ドルなどの額面記載があるが、あくまで名目上の額面で流通貨ではない。また、従来の仕様の1ドル銀貨や5ドル金貨などが発行される場合もあるが、これも収集家向けの硬貨で、流通用ではない。